# Ісландське плато

Ісландське плато

Ісландське плато (ісл. Miðhálendið) — плоскогір'я в центральній частині Ісландії.
Ісландське плато охоплює найбільшу частину внутрішньої території Ісландії. Відповідно до прийнятого в цій країні закону, як «плато» прийнято вважати всі території, що лежать на висоті понад 500 метрів над рівнем моря. До таких належить 75 % від всієї площі Ісландії.
На Ісландському плато трапляються найрізноманітніші природні ландшафти — морени, кам'яні та піщані пустелі, лавові поля, вулкани, льодовики, річкові долини і прісноводні озера. У місцях розливу води утворюються болотисті оази. У таких районах росте мох і високогірна рослинність, наприклад, арктична лугова троянда (Epilobium latifolium) або безстебельні смілки (Silene acaulis). Найчастіше ландшафт плоскогір'я має специфічне сіро-чорне забарвлення, що вказує на вулканічне походження ґрунту.
Проїзд та переміщення автотранспортом (позашляховиками) на території плата дозволено лише під час ісландського літа, тобто в період з червня по серпень. В іншу пору року внутрішні райони Ісландії закрито для відвідувань. Категорично заборонено з'їзд із прокладених доріг через особливу вразливість арктичних ґрунтів. Переправу через річки, як правило, здійснюють вбрід, оскільки мости всередині країни трапляються вкрай рідко.
Територія Ісландського плата поділена між різними ісландськими громадами і використовується головним чином для випасу овець, в туристичному бізнесі, а також для видобутку електроенергії в місцевостях, де є геотермальні води.

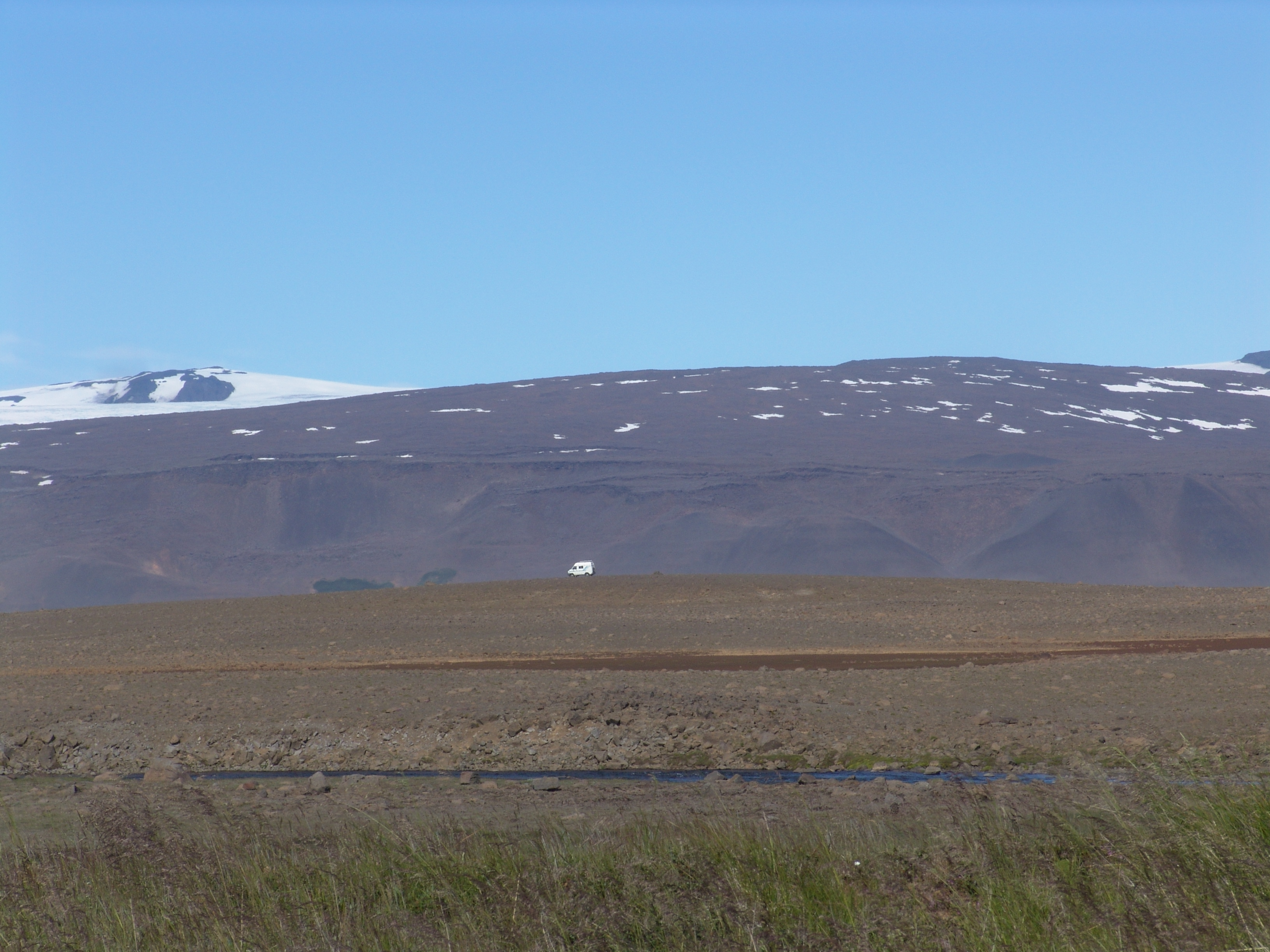
Льодовик і траса
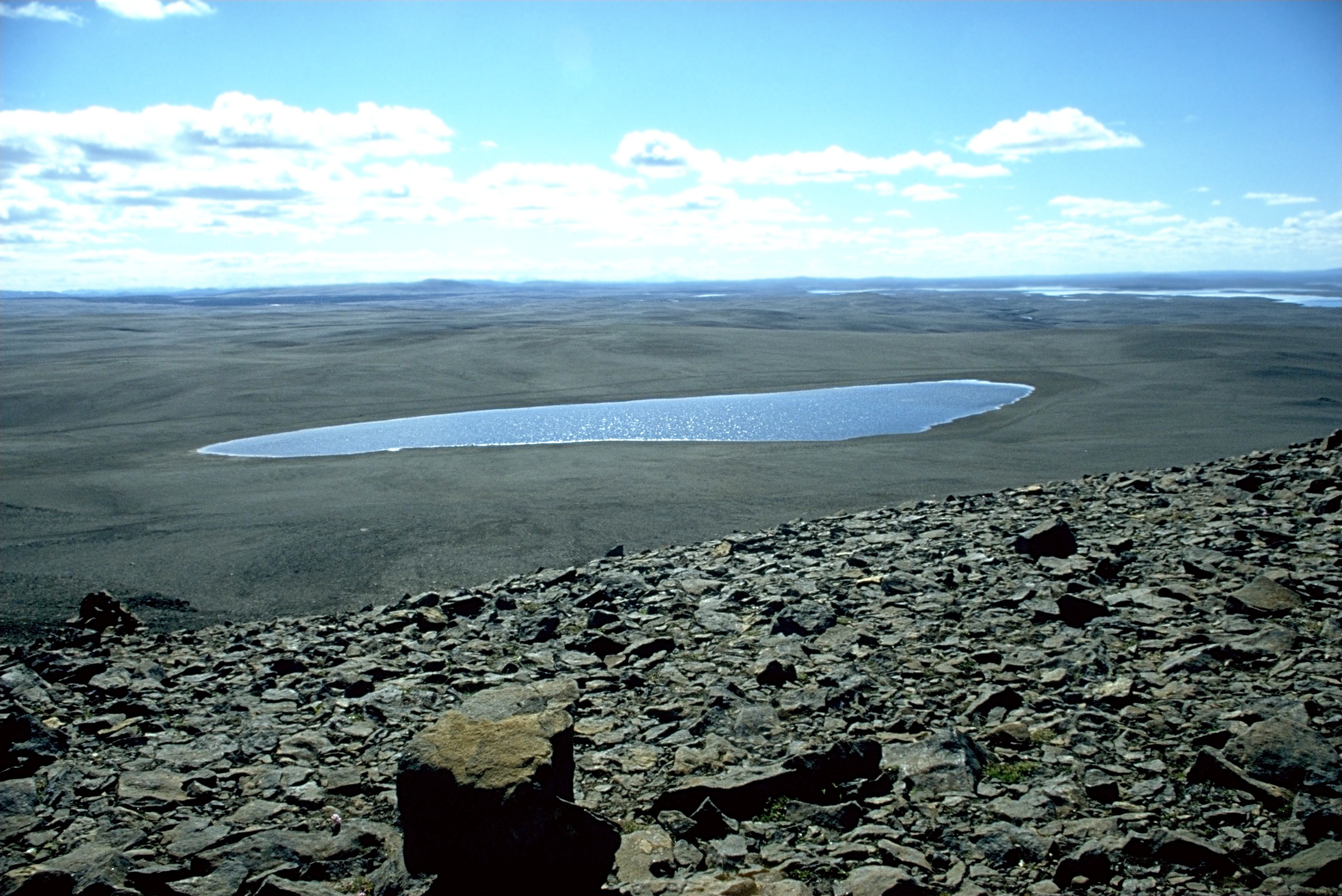
Озеро в центральній частині Ісландії
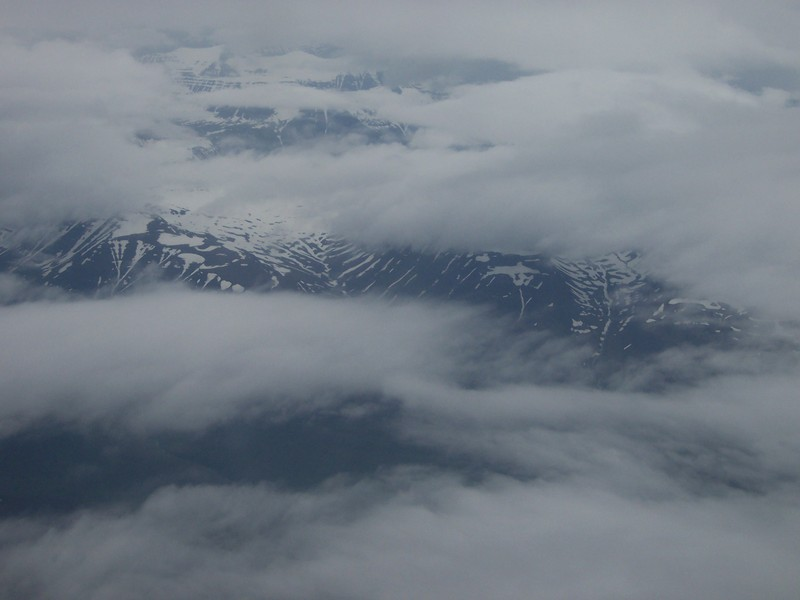
Аерознімок центральної частини Ісландії
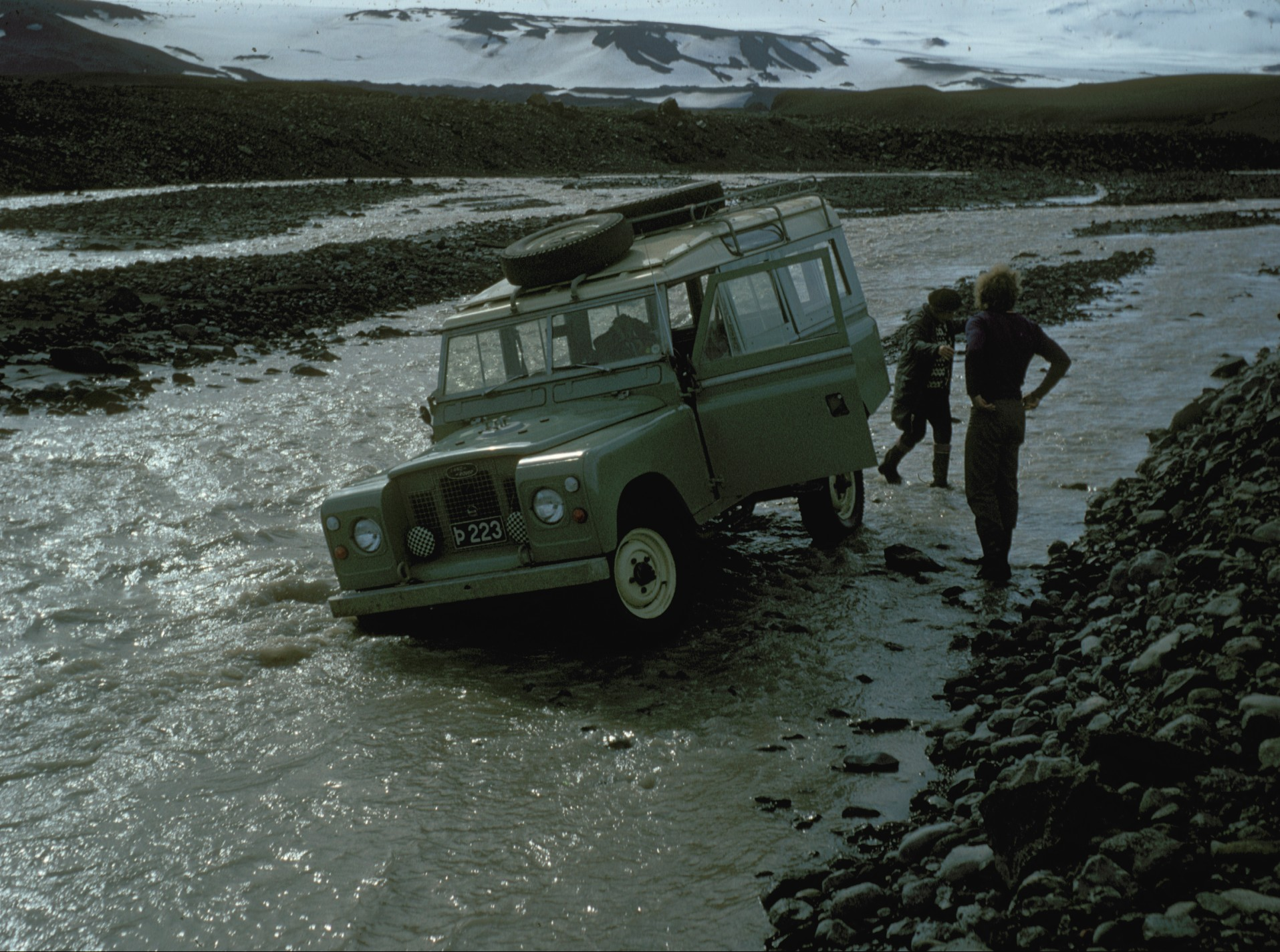
Позашляховик застряг у гірській річці